# Temple taoista

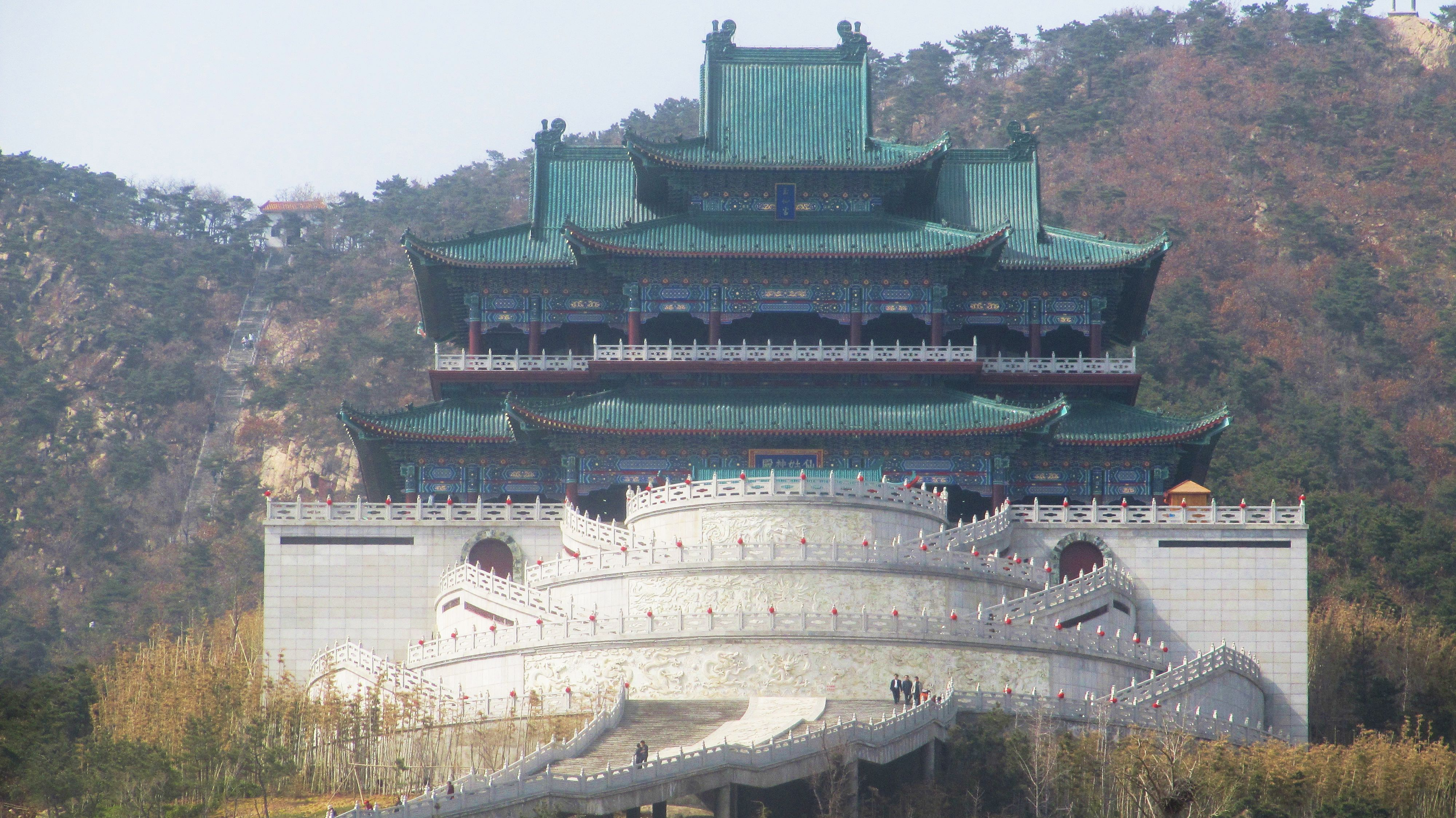
Temple Xianguting, un daoguan a Weihai, Shandong, Xina.

Un temple taoista (xinès tradicional: 觀, xinès simplificat: 观, pinyin: guān, també 道观 o 道觀 dàoguān, literalment "lloc de culte del Tao") és un temple d'adoració del taoisme.
L'estructura i la funció poden variar segons a quina escola taoista pertanyi el temple. Per exemple, el guān de l'escola Quanzhen és un monestir on els sacerdots cèlibes taoistes hi viuen. El terme gōng (xinès tradicional: 宮, xinès simplificat: 宫) "palau" s'empra sovint per als temples grans construïts amb patronatge imperial o governamental.

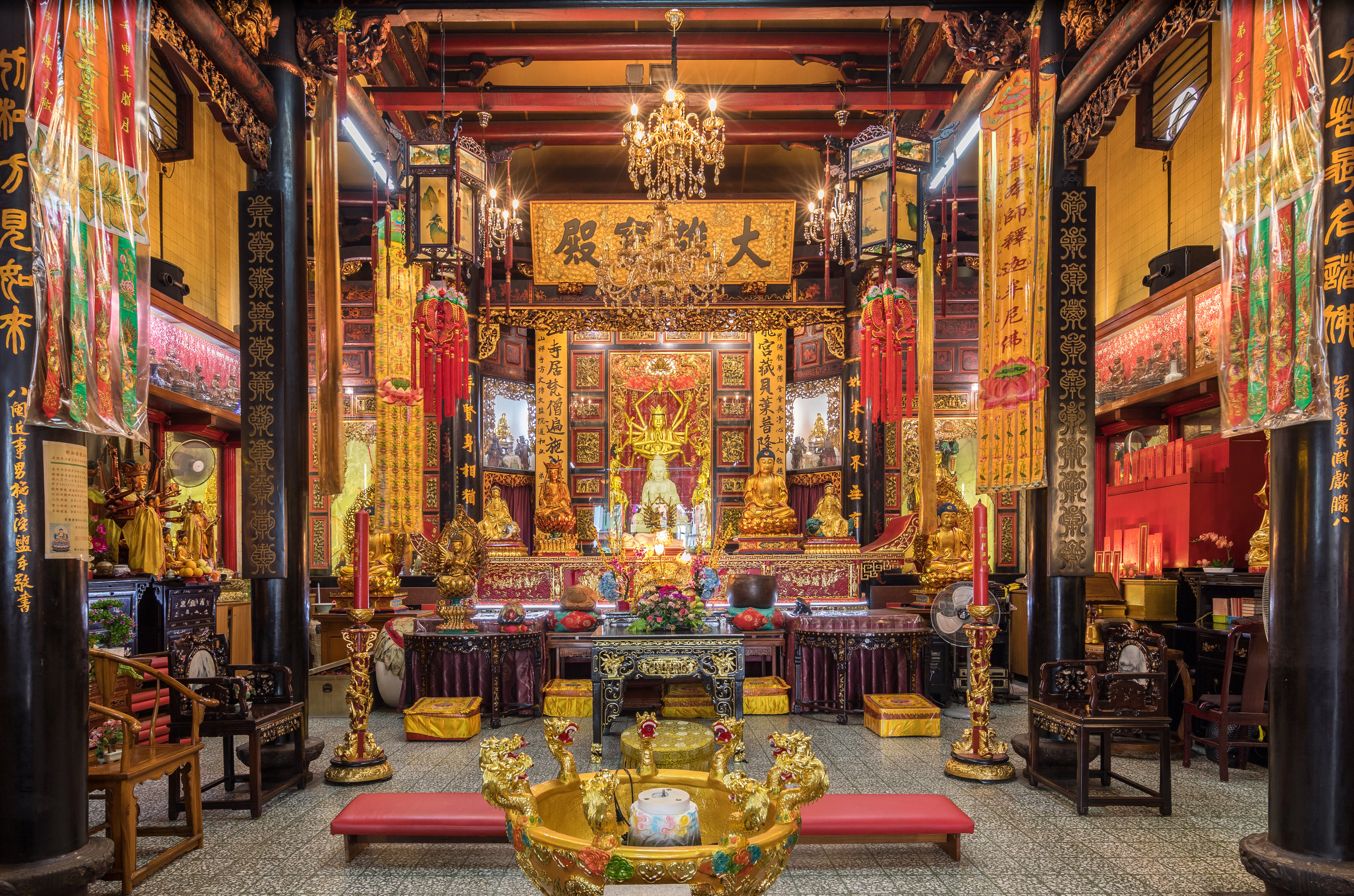
Interior del temple Leong San Veu, Singapur.

Els temples taoistes fan onejar banderes quadrades o triangulars. Típicament, caracteritzen textos o diagrames místics i estan destinats a complir diverses funcions incloent-hi la provisió d'orientació als esperits dels morts, per a portar bona fortuna, incrementar la capacitat de viure, etc. Altres banderes i pancartes poden ser els dels déus o ells mateixos com a immortals. De vegades, també es mostra una ziga-zaga amb set estels, representant el Carro Gran (o l'equivalent xinès, el bushel).
Els temples taoistes al sud de la Xina i Taiwan també es poden identificar per les seves teulades, que mostren dracs xinesos i fènixs fets amb peces ceràmiques de molts colors. Són símbol de l'harmonia del Yin i Yang (amb l'au fènix com a yin). Un símbol relacionat n'és la perla encesa que es pot veure als sostres d'aquest tipus, entre dos dracs, així com la pinça d'un Mestre Celestial. En general, però, l'arquitectura taoista xinesa no té característiques universals que la distingeixen d'altres estructures.